# Philadelphia 76ers 1975-1976
La stagione 1975-76 dei Philadelphia 76ers fu la 27ª nella NBA per la franchigia.
I Philadelphia 76ers arrivarono secondi nella Atlantic Division della Eastern Conference con un record di 46-36. Nei play-off persero al primo turno con i Buffalo Braves (2-1).

## Roster
| N° | Naz.                   | Ruolo | Sportivo          | Anno | Alt. | Peso |
| -- | ---------------------- | ----- | ----------------- | ---- | ---- | ---- |
| 3  | Stati Uniti (bandiera) | GA    | Fred Carter       | 1945 | 191  | 84   |
| 11 | Stati Uniti (bandiera) | G     | Freddie Boyd      | 1950 | 188  | 82   |
| 20 | Stati Uniti (bandiera) | GA    | Doug Collins      | 1951 | 198  | 82   |
| 21 | Stati Uniti (bandiera) | G     | Lloyd Free        | 1953 | 188  | 84   |
| 22 | Stati Uniti (bandiera) | G     | Connie Norman     | 1953 | 191  | 79   |
| 23 | Stati Uniti (bandiera) | AC    | Joe Bryant        | 1954 | 206  | 84   |
| 24 | Stati Uniti (bandiera) | G     | Wali Jones        | 1942 | 188  | 82   |
| 25 | Stati Uniti (bandiera) | AC    | LeRoy Ellis       | 1940 | 208  | 95   |
| 30 | Stati Uniti (bandiera) | AC    | George McGinnis   | 1950 | 203  | 107  |
| 32 | Stati Uniti (bandiera) | AC    | Billy Cunningham  | 1943 | 198  | 95   |
| 34 | Stati Uniti (bandiera) | AC    | Clyde Lee         | 1944 | 208  | 93   |
| 42 | Stati Uniti (bandiera) | AC    | Harvey Catchings  | 1951 | 206  | 99   |
| 44 | Stati Uniti (bandiera) | A     | Jerry Baskerville | 1951 | 201  | 86   |
| 50 | Stati Uniti (bandiera) | A     | Steve Mix         | 1947 | 201  | 98   |
| 53 | Stati Uniti (bandiera) | C     | Darryl Dawkins    | 1957 | 211  | 114  |

## Staff tecnico
- Allenatore: Gene Shue
- Vice-allenatore: Jack McMahon
- Preparatore atletico: Al Domenico